# Matt Wieters
Matthew Richard Wieters (Charleston, 21 maggio 1986) è un giocatore di baseball statunitense, ricevitore nella Major League Baseball "MLB".

## Carriera

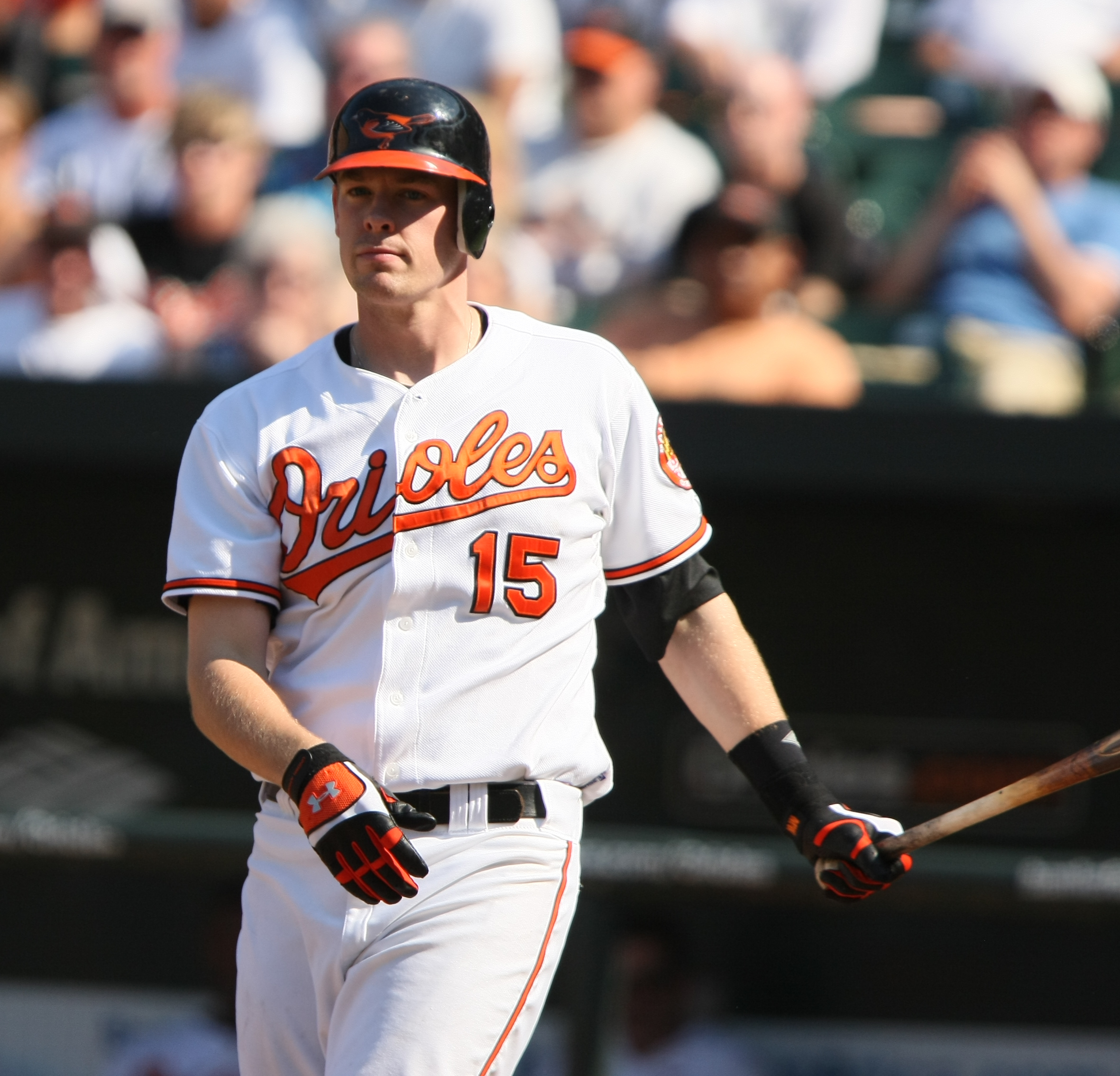
Matt con la casacca degli Orioles nel 2009

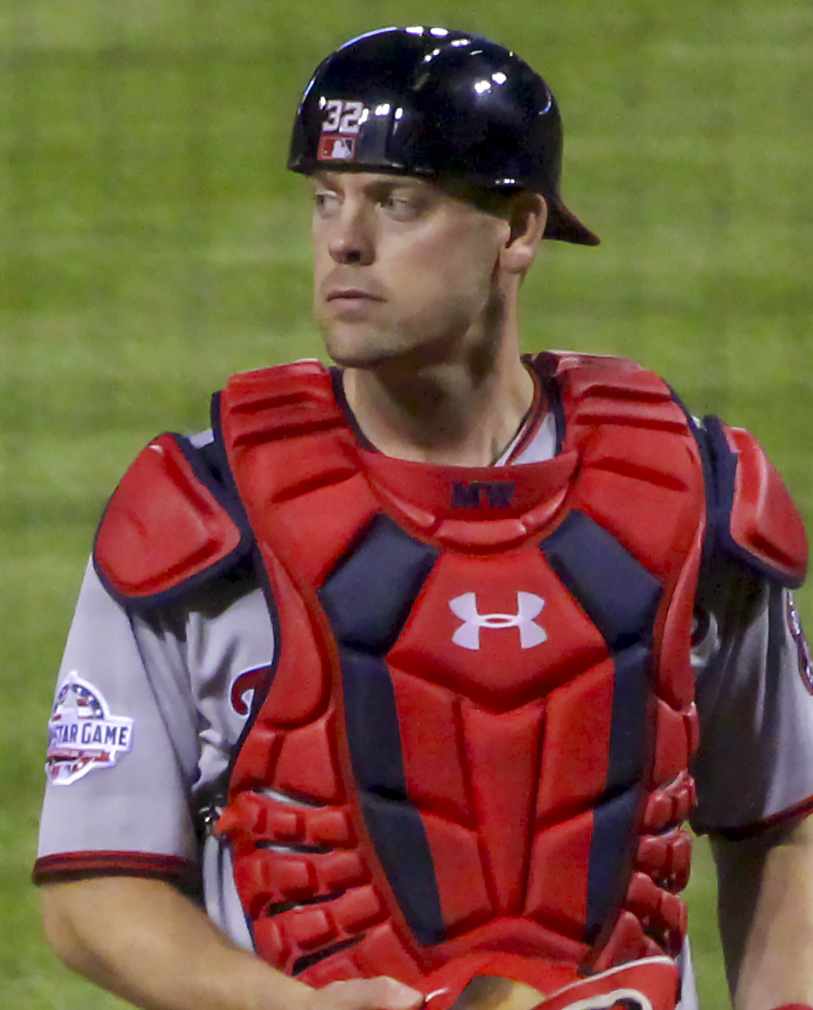
Wieters in tenuta da ricevitore con i Nationals nel 2018

Proveniente dal prestigioso college di Georgia Tech, è stato scelto come quinto assoluto nel draft MLB del 2007 dai Baltimore Orioles.
Wieters debuttò in MLB il 29 maggio 2009, al Camden Yards di Baltimora, contro i Detroit Tigers. Concluse la stagione con 9 fuoricampo e 43 RBI in 96 partite.
Nel 2010 si affermò soprattutto come uno dei migliori ricevitori grazie alla sua ottima presa, e anche come un buon battitore grazie alla capacità di compiere fuoricampo. Terminò la stagione con 11 fuoricampo e 55 RBI su 130 partite giocate.
Nel 2011, grazie ai suoi 22 fuoricampo, 68 RBI e 72 Runs a segno e soprattutto alle sue doti difensive, prese parte al suo primo All-Star Game vincendo, a fine stagione, anche il Fielding Bible Award e il Guanto d'oro come miglior ricevitore dell'American League.
Successivamente, nel 2012, confermò le performance dell'anno precedente vincendo nuovamente il Guanto d'oro e partecipando al suo secondo All Star Game consecutivo con 23 fuoricampo e 83 RBI in 144 partite.
Il 18 aprile 2013 contro i Tampa Bay Rays batté al 10° inning, un home run con tutte le basi cariche compiendo quindi un walk-off grand slam, che permise alla squadra di vincere. L'ultimo a riuscirvi della franchigia fu Harold Baines nel 1999.
l'11 maggio 2014 si infortunò al gomito e venne inserito nella lista degli infortunati per 15 giorni. Tuttavia non riuscì a recuperare in quel lasso e dovette sottoporsi alla Tommy John Surgery, cosa che lo costrinse a terminare la stagione anticipatamente. Nello stesso anno era stato convocato per l'All star game, ma non potendovi partecipare venne sostituito dal ricevitore dei Kansas City Royals Salvador Pérez.
Tornò in campo più di un anno dopo, il 5 giugno 2015. Il 13 novembre accettò un'offerta degli Orioles di 15.8 milioni di dollari.
Il 2016 fu l'ultimo anno per Wieters nei Baltimore Orioles; al termine della stagione divenne per la prima volta in carriera Free agent.
Il 24 febbraio 2017, Wieters firmò un contratto di un anno da 10,5 milioni di dollari con i Washington Nationals. Il suo contratto include un'opzione di $ 10 milioni per la stagione 2018. Wieters ha continuato a indossare la casacca numero 32, grazie al lanciatore di rilievo Koda Glover che ha accettato di cambiare il proprio numero da 32 a 30 per ospitare il suo nuovo compagno di squadra.
Il 27 febbraio 2019, Wieters ha firmato con i St. Louis Cardinals, un contratto di minor league con invito allo spring training incluso.
Il 19 gennaio 2020, Wieters rinnovò con i Cardinals con un contratto di un anno del valore di 2 milioni di dollari. Divenne free agent a fine stagione.

## Palmarès
- MLB All-Star: 4

2011, 2012, 2014, 2016
- Guanti d'oro: 2

2011, 2012
- MLBPAA Orioles Heart and Hustle Award: 1

2011
- AFL All-Prospect Team: 1

2008
- AFL Rising Stars: 1

2008
- Baseball America Minor League Player dell'anno: 1

2008
- Baseball America Minor League All-Star: 1

2008
- MiLB.com Minor League Offensive Player dell'anno: 1

2008
- Giocatore della settimana della Carolina League "CAR": 2

14 aprile 2008, 12 maggio 2008
- Mid-Season All-Star della Carolina League: 1

2008